# (1296) Andrée
(1296) Andrée – planetoida z pasa głównego asteroid okrążająca Słońce w ciągu 3 lat i 279 dni w średniej odległości 2,42 au. Została odkryta 25 listopada 1933 roku w Algiers Observatory w Algierze przez Louisa Boyera. Nazwa planetoidy pochodzi od imienia siostrzenicy odkrywcy. Przed nadaniem nazwy planetoida nosiła oznaczenie tymczasowe (1296) 1933 WE.